# 東美会
東美会（とうびかい）は、東京放送美術関連企業連絡会の略称。
TBSテレビデザインセンター、TBSアクト（旧:アックス）デザイン本部と業務協力会社で構成される団体である。

## 協力会社

### 美術
- ジーケン・アート

### 大道具
大道具装置
- エス・ピー・ディー明治
- 金井大道具
- 東宝舞台

舞台設計
- シミズオクト

大道具操作
- ユニオン企画
- 日本舞台
- 太陽座
- 未来企画

### 建具
- マエヤマ

### 装飾・小道具
- テレフィット
- 東京美工

### 持道具
- 有限会社京阪商会

### アクリル装飾
- ヤマモリ

### 電飾
- コマデン

### 特殊効果
- 富士オートメーション

### 植木装飾
- アサヒ植木装飾

### 生花装飾
- 花舞台
- グランブルー

### 衣裳
- 東京衣裳
- 東宝コスチューム（ドラマのみ）

### 化粧、ヘアメイク
- アーツ
- アートメイク・トキ
- ヘアーベル
- 細野かつら店